# عبد الغني شهد
عبد الغني شهد لاعب سابق وكابتن فريق نادي النجف العراقي للفترة من 1987 ولغاية 1999 ، وهو حامل الشهادة التدريبية الآسيوية الأعلى فئة Pro والمدرب الحالي لنادي الزوراء. قاد منتخب العراق الأولمبي للحصول على المركز الثالث في بطولة آسيا تحت 23 سنة لكرة القدم 2016 والتأهل إلى نهائيات دورة الألعاب الأولمبية في ريو دي جانيرو 2016.
اثناء تصفيات كأس العالم 2018 ، أعلن اتحاد الاتحاد العراقي لكرة القدم ، أن مدرب المنتخب الوطني يحيى علوان قدم استقالته عقب مباراة المنتخب امام تايلند و وافق على الاستقالة وكلف المدرب عبد الغني شهد بقيادة المنتخب.

## نتائجه كمدرب
آخر تحديث 23 يوليو 2017.
| الفريق                  | الدولة  | من         | الى         | السجل | السجل | السجل | السجل | السجل     |
| الفريق                  | الدولة  | من         | الى         | م     | ف     | ت     | خ     | ن.الفوز % |
| ----------------------- | ------- | ---------- | ----------- | ----- | ----- | ----- | ----- | --------- |
| نادي النجف              | العراق  | 1999       | 1999        | 15    | 7     | 5     | 3     | 046٫67    |
| نادي النجف              | العراق  | أغسطس 2002 | يوليو 2008  | 122   | 74    | 27    | 21    | 060٫66    |
| نادي الطلبة             | العراق  | أغسطس 2008 | مايو 2009   | 20    | 13    | 4     | 3     | 065٫00    |
| نادي كربلاء             | العراق  | يونيو 2009 | مارس 2010   | 12    | 6     | 4     | 2     | 050٫00    |
| نادي النجف              | العراق  | مارس 2010  | فبراير 2013 | 128   | 48    | 40    | 40    | 037٫50    |
| نادي نفط الوسط          | العراق  | أغسطس 2013 | أغسطس 2015  | 50    | 31    | 13    | 6     | 062٫00    |
| منتخب العراق تحت 23 سنة | العراق  | أغسطس 2015 | حتى الآن    | 23    | 15    | 6     | 2     | 065٫22    |
| المنتخب العراقي         | العراق  | مارس 2016  | مارس 2016   | 1     | 1     | 0     | 0     | 100٫00    |
| نادي نفط الوسط          | العراق  | يوليو 2016 | مارس 2017   | 19    | 12    | 5     | 2     | 063٫16    |
| المجموع                 | المجموع | المجموع    | المجموع     | 248   | 124   | 70    | 54    | 050٫00    |

## الأنجازات

### لاعباً
- بطولة النصر والسلام عام 1992 مع نادي النجف.
- بطولة أم المعارك عام 1997 مع نادي النجف.

### مدرباً
- وصيف الدوري العراقي الممتاز موسم 2005-2006 مع نادي النجف.
- لقب الدوري العراقي الممتاز موسم 2014-2015 مع نادي نفط الوسط.
- المركز الثالث في بطولة آسيا تحت 23 سنة مع الفريق العراقي ، والتاهل لأولمبياد ريو دي جانيرو 2016.

## وصلات خارجية
- عبد الغني شهد على موقع Soccerway.com (الإنجليزية)
- عبد الغني شهد على موقع كووورة
- عبد الغني شهد على موقع أوليمبيديا (الإنجليزية)

1. ↑  موقع وكالة الرياضة العراقية نسخة محفوظة 15 أبريل 2016 على موقع واي باك مشين. [وصلة مكسورة]
2. ↑  "عبدالغني شهد: الزوراء أمام تحدٍ جديد ونحتاج إلى دعم الجماهير » وكالة الانباء العراقية (واع)". اطلع عليه بتاريخ 2025-08-09.
3. ↑  موق السومرية / اتحاد الكرة: عبد الغني شهد بدلاً من يحيى علوان نسخة محفوظة 30 يوليو 2016 على موقع واي باك مشين.
4. ↑  ترك عبد الغني شهد منصبه بعد اقل من شهر على تعيينه وذلك لعدم ايفاء ادارة النادي بالتزامات مالية تجاه عقود اللاعبين، (موقع الفيفا) نسخة محفوظة 19 أبريل 2016 على موقع واي باك مشين.